# Broken Hill
Broken Hill è una città mineraria del Nuovo Galles del Sud, in Australia. Comunemente Broken Hill è chiamata anche the Silver City, Oasis of the West e Capital of the Outback. La BHP Billiton, compagnia mineraria più importante del mondo, ha sede nella città.
È situata ad un'altitudine di 220 m, una media di precipitazioni di 235 mm e temperatura che in estate raggiunge 40 °C. La maggiore città vicina è Adelaide, la capitale dell'Australia Meridionale,  circa 500 km a sudovest. Per questo, e data la vicinanza al confine, la città adotta il fuso orario +9:30 come l'Australia Meridionale e non +10 come il resto del Nuovo Galles del Sud.
Sebbene sia a 1.100 km dalla costa e circondata da zona semidesertica, la città ospita un vivace parco e giardini, e offre numerose attrazioni turistiche.
Curiosità: 
la località è nominata nel film Bello, onesto, emigrato Australia sposerebbe compaesana illibata interpretato da Alberto Sordi e Claudia Cardinale.